# Тушкановский
Тушкановский — хутор в Нехаевском районе Волгоградской области России, в составе Захопёрского сельского поселения.
Население — 215 (2010).

## История
Хутор Тушканов обозначен на карте Шуберта 1826-1840 годов. Хутор входил в юрт станицы Провоторовской Хопёрского округа Земли Войска Донского. В 1859 году на хуторе проживали 170 душ мужского и 192 женского пола.
Согласно переписи 1873 года на хуторе проживали 151 мужчина и 182 женщины, в хозяйствах жителей насчитывалось 173 лошади, 134 пары волов, 434 головы прочего рогатого скота и 1284 овцы. Согласно переписи населения 1897 года на хуторе проживали 254 мужчины и 248 женщин. Большинство населения было неграмотным: грамотных мужчин — 84 (33,1 %), женщин — 7 (2,8 %).
Согласно алфавитному списку населённых мест Области Войска Донского 1915 года хутор выделенного надела не имел, на хуторе проживали 291 мужчина и 286 женщин, имелись хуторское правление и школа грамотности.
С 1928 года хутор в составе Нехаевского района Нижневолжского края (впоследствии — Сталинградского края, Сталинградской области, Балашовской области, Волгоградской области). Хутор являся центром Тушкановского сельсовета. В 1967 году центр Тушкановского сельсовета был перенесён в хутор Захопёрский с одновременным переименованием сельсовета в Захопёрский (в том же источнике есть сведения о переносе центра сельсовета в 1958 году).

## География
Хутор расположен в пределах Калачской возвышенности, относящейся к Восточно-Европейской равнине, на высоте около 190 метров над уровнем моря, при вершине балки Суховской. В окрестностях хутора сохранились байрачные леса. В 1,2 км южнее хутора в Коренной балке расположен пруд Авраамовский. Почвы — чернозёмы обыкновенные
По автомобильным дорогам расстояние до районного центра станицы Нехаевской — 28 км, до областного центра города Волгограда — 350 км, до ближайшего города Урюпинска — 56 км, до хутора Захопёрский - 10 км
Часовой пояс
Тушкановский, как и вся Волгоградская область, находится в часовой зоне МСК (московское время). Смещение применяемого времени относительно UTC составляет +3:00.

## Население
Динамика численности населения по годам:
| 1859 | 1873 | 1897 | 1915 | 1989 | 2002 |
| ---- | ---- | ---- | ---- | ---- | ---- |
| 362  | 333  | 502  | 577  | ≈310 | 247  |

| 2010 |
| ---- |
| 215  |